# Royal Brussels Poseidon
Il Royal Brussels Poseidon, abbreviato anche con RBP, è una società pallanuotistica belga fondata nel 1897 sotto il nome di Brussels Swimming and Water Polo Club. Nella sua storia ultracentenaria vanta di aver conquistato il titolo belga per undici volte.

## Storia
Il Brussels Swimming and Water-Polo Club viene fondato a Bruxelles l'11 marzo 1897. I principali sostenitori della fondazione della nuova società furono Oscar Grégoire e alcuni atleti del Cercle des régates de Bruxelles. Il primo successo arriva sempre nel 1897, nelle immersioni. Infatti un atleta del club, Victor Sonnemans, vince una competizione internazionale svoltasi a Londra. Nel 1898 viene formata la squadra di pallanuoto che da lì a poco ottenne grandissimi risultati. Nel 1900 la squadra rappresenta il Belgio ai Giochi della II Olimpiade. I belgi dopo aver battuto due squadre francesi, Pupilles de Neptune de Lille e Libellule de Paris, si arresero in finale contro gli inglesi dell'Osborne Swimming Club, conquistando l'argento olimpico. Successivamente, a partire dal 1904, la sezione pallanuotistica vince otto dei primi undici campionati belgi. Dopo aver ottenuto il titolo di Royal nel 1922, la società nel 1961 si fonde con il Cercle des marsouins. Quattro anni più tardi, nel 1965, la società formatasi si fonde con un altro club, il Club de natation Poseidon. La nuova società assunse l'attuale denominazione, Royal Brussels Poseidon. Nel 1981 la squadra di pallanuoto torna a giocare nella massima serie belga dopo una retrocessione avvenuta molti anni prima.

## Palmarès

### Competizioni nazionali
- Campionato belga: 11

1904, 1905, 1906, 1907, 1908, 1910, 1911, 1912, 1929, 1931, 2005
- Coppa del Belgio: 1

2014

### Competizioni internazionali
- Argento olimpico: 1

1900